# Classe Wickes
A classe Wickles de navios contratorpedeiros norte-americanos foi iniciada como resultado de um financiamento do Congresso dos Estados Unidos de 1916 para a construção da frota mais avançada da época. O requisito mínimo seria que esta classe fosse capaz de atingir velocidades de 35 nós.
Os 111 navios foram construídos nos estaleiros Bath Iron Works, Fore River Shipbuilding Company (da Bethlehem Steel Corporation) e William Cramp e Filhos.
Alguns dos navios desta classe foram transferidos para o Reino Unido no Destroyers for Bases Agreement (acordo de troca de possessões inglesas por contratorpedeiros norte-americanos). Outros foram convertidos para draga-minas ligeiros, com a designação DM; alguns foram convertidos para transporte de alta velocidade com a designação APD.

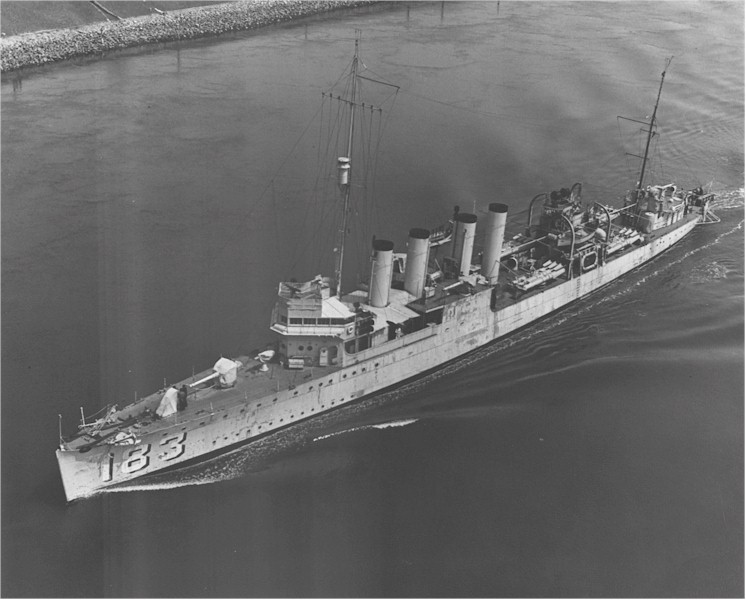
O USS Haraden

## Navios na classe
A lista a seguir foi baseada no artigo da wikipédia anglófona:
List of Wickes class destroyers.
| Nº na amurada | Nome            | Estaleiro                          | Batimento de quilha               | Destino                                                    |
| ------------- | --------------- | ---------------------------------- | --------------------------------- | ---------------------------------------------------------- |
| DD-75         | Wickes          | Bath Iron Works                    | 26 de maio de 1917                | Desmanchado e 1945                                         |
| DD-76         | Philip          | Bath Iron Works                    | 1 de setembro de 1917             | Desmanchado em 1947                                        |
| DD-77         | Woolsey         | Bath Iron Works                    | 1 de novembro de 1917             | Afundado em uma colisão em 1921                            |
| DD-78         | Evans           | Bath Iron Works                    | 28 de dezembro de 1917            | Desmanchado em 1945                                        |
| DD-79         | Little          | Fore River Shipbuilding            | 18 de junho de 1917               | Afundado por contratorpedeiro japonês próximo da Ilha Savo |
| DD-80         | Kimberly        | Fore River Shipbuilding            | -                                 | Vendido para desmanche em 1939                             |
| DD-81         | Sigourney       | Fore River Shipbuilding            | 25 de agosto de 1917              | Desmanchado em 1947                                        |
| DD-82         | Gregory         | Fore River Shipbuilding            | 25 de agosto de 1917              | Afundado perto de Guadalcanal em 1942                      |
| DD-83         | Stringham       | Fore River Shipbuilding            | 19 de setembro de 1917            | Desmanchado em 1946                                        |
| DD-84         | Dyer            | Fore River Shipbuilding            | 26 de setembro de 1917            | Vendido para desmanche em 1936                             |
| DD-85         | Colhoun         | Fore River Shipbuilding            | 19 de setembro de 1917            | Afundado perto de Guadalcanal em 1942                      |
| DD-86         | Stevens         | Fore River Shipbuilding            | 20 de setembro de 1917            | Vendido para desmanche em 1936                             |
| DD-87         | McKee           | Union Iron Works                   | 29 de outubro de 1917             | Vendido para desmanche em 1936                             |
| DD-88         | Robinson        | Union Iron Works                   | 31 de outubro de 1917             | Desmanchado em 1945                                        |
| DD-89         | Ringgold        | Union Iron Works                   | 20 de outubro de 1917             | Desmanchado em 1947                                        |
| DD-90         | McKean          | Union Iron Works                   | 12 de fevereiro de 1918           | Afundado perto de Bougainville em 1943                     |
| DD-91         | Harding         | Union Iron Works                   | 12 de fevereiro de 1918           | Vendido para desmanche em 1936                             |
| DD-92         | Gridley         | Union Iron Works                   | 1 de abril de 1918                | Vendido para desmanche em 1939                             |
| DD-93         | Fairfax         | Mare Island Navy Yard              | 10 de julho de 1917               | Desmanchado em 1949                                        |
| DD-94         | Taylor          | Mare Island Navy Yard              | 15 de outubro de 1917             | Vendido para desmanche em 1945                             |
| DD-95         | Bell            | Bethlehem Shipbuilding Corporation | 16 de novembro de 1917            | Vendido para desmanche                                     |
| DD-96         | Stribling       | Fore River Shipbuilding            | 14 de dezembro de 1917            | Afundado como alvo                                         |
| DD-97         | Murray          | Fore River Shipbuilding            | 22 de dezembro de 1917            | Vendido para desmanche em 1936                             |
| DD-98         | Israel          | Fore River Shipbuilding            | 26 de janeiro de 1918             | Vendido para desmanche em 1939                             |
| DD-99         | Luce            | Fore River Shipbuilding            | 9 de fevereiro de 1918            | Vendido para desmanche em 1936                             |
| DD-100        | Maury           | Fore River Shipbuilding            | 4 de maio de 1918                 | Vendido para desmanche em 1934                             |
| DD-101        | Lansdale        | Fore River Shipbuilding            | 20 de abril de 1918               | Vendido para desmanche em 1936                             |
| DD-102        | Mahan           | Fore River Shipbuilding            | 4 de maio de 1918                 | Vendido para desmanche em 1930                             |
| DD-103        | Schley          | Fore River Shipbuilding            | 29 de outubro de 1917             | Vendido para desmanche em 1946                             |
| DD-104        | Champlin        | Union Iron Works                   | 31 de outubro de 1917             | Afundado em testes em 1936                                 |
| DD-105        | Mugford         | Union Iron Works                   | 20 de dezembro de 1917            | Vendido para desmanche em 1936                             |
| DD-106        | Chew            | Union Iron Works                   | 2 de janeiro de 1918              | Vendido em 1946                                            |
| DD-107        | Hazelwood       | Union Iron Works                   | 24 de dezembro de 1917            | Desmanchado em 1930                                        |
| DD-108        | Williams        | Union Iron Works                   | 25 de março de 1918               | Desmanchado em 1946                                        |
| DD-109        | Crane           | Union Iron Works                   | 7 de janeiro de 1918              | Vendido para desmanche em 1946                             |
| DD-110        | Hart            | Union Iron Works                   | 8 de janeiro de 1918              | Vendido para desmanche em 1932                             |
| DD-111        | Ingraham        | Union Iron Works                   | 12 de janeiro de 1918             | Vendido para desmanche                                     |
| DD-112        | Ludlow          | Union Iron Works                   | 7 de janeiro de 1918              | Vendido para desmanche em 1931                             |
| DD-113        | Rathburne       | William Cramp & Sons               | 12 de julho de 1917               | Vendido para desmanche em 1946                             |
| DD-114        | Talbot          | William Cramp & Sons               | 12 de julho de 1917               | Vendido para desmanche em 1946                             |
| DD-115        | Waters          | William Cramp & Sons               | 26 de julho de 1917               | Vendido para desmanche em 1946                             |
| DD-116        | Dent            | William Cramp & Sons               | 30 de agosto de 1917              | Vendido para desmanche em 1946                             |
| DD-117        | Dorsey          | William Cramp & Sons               | 18 de setembro de 1917            | Avariado por um tufão em 1945, destruído em 1946           |
| DD-118        | Lea             | William Cramp & Sons               | 18 de setembro de 1918            | Vendido para desmanche em 1946                             |
| DD-119        | Lamberton       | Newport News Shipbuilding          | 1 de outubro de 1917              | Vendido para desmanche em 1949                             |
| DD-120        | Radford         | Newport News Shipbuilding          | 2 de outubro de 1917              | Afundado de acordo com o Tratado de Londres em 1936        |
| DD-121        | Montgomery      | Newport News Shipbuilding          | 2 de outubro de 1917              | Vendido para desmanche em 1946                             |
| DD-122        | Breese          | Newport News Shipbuilding          | 10 de novembro de 1917            | Vendido para desmanche em 1946                             |
| DD-123        | Gamble          | Newport News Shipbuilding          | 12 de novembro de 1917            | Afundado pela tripulação em 1945                           |
| DD-124        | Ramsay          | Newport News Shipbuilding          | 21 de dezembro de 1917            | Vendido para desmanche em 1946                             |
| DD-125        | Tattnall        | Newport News Shipbuilding          | 1 de dezembro de 1917             | Vendido para desmanche em 1946                             |
| DD-126        | Badger          | Newport News Shipbuilding          | 9 de janeiro de 1918              | Vendido para desmanche em 1945                             |
| DD-127        | Twiggs          | Newport News Shipbuilding          | 21 de janeiro de 1918             | Desmanchado em 1951                                        |
| DD-128        | Babbitt         | Newport News Shipbuilding          | 19 de fevereiro de 1918           | Vendido para desmanche em 1946                             |
| DD-129        | DeLong          | Newport News Shipbuilding          | 21 de fevereiro de 1918           | Vendido em 1922                                            |
| DD-130        | Jacob Jones     | Newport News Shipbuilding          | 21 de fevereiro de 1918           | Afundado em batalha em 1942                                |
| DD-131        | Buchanan        | Bath Iron Works                    | 29 de junho de 1918               | Deliberadamente destruído em 1942                          |
| DD-132        | Aaron Ward      | Bath Iron Works                    | 11 de agosto de 1918              | Desmanchado em 1947                                        |
| DD-133        | Hale            | Bath Iron Works                    | 7 de outubro de 1918              | Desmanchado em 1947                                        |
| DD-134        | Crowninshield   | Bath Iron Works                    | 5 de novembro de 1918             | Desmanchado em 1949                                        |
| DD-135        | Tillman         | Charleston Navy Yard               | 29 de julho de 1918               | Desmanchado em 1945                                        |
| DD-136        | Boggs           | Mare Island Navy Yard              | 15 de novembro de 1917            | Vendido para desmanche em 1946                             |
| DD-137        | Kilty           | Mare Island Navy Yard              | 15 de dezembro de 1917            | Vendido para desmanche em 1946                             |
| DD-138        | Kennison        | Mare Island Navy Yard              | 14 de fevereiro de 1918           | Vendido para desmanche em 1946                             |
| DD-139        | Cowell / Ward   | Mare Island Navy Yard              | 15 de maio de 1918                | Afundado por kamikaze em 1944                              |
| DD-140        | Claxton         | Mare Island Navy Yard              | 22 de abril de 1918               | Vendido para desmanche em 1944                             |
| DD-141        | Hamilton        | Mare Island Navy Yard              | 8 de junho de 1918                | Vendido para desmanche em 1946                             |
| DD-142        | Tarbell         | William Cramp & Sons               | 31 de dezembro de 1917            | Vendido para desmanche em 1945                             |
| DD-143        | Yarnall         | William Cramp & Sons               | 12 de fevereiro de 1918           | Desmanchado em 1952                                        |
| DD-144        | Upsur           | William Cramp & Sons               | 19 de fevereiro de 1918           | Desmanchado em 1948                                        |
| DD-145        | Greer           | William Cramp & Sons               | 24 de fevereiro de 1918           | Vendido para desmanche em 1945                             |
| DD-146        | Elliot          | William Cramp & Sons               | 23 de fevereiro de 1918           | Vendido para desmanche em 1946                             |
| DD-147        | Roper           | William Cramp & Sons               | 19 de março de 1918               | Vendido para desmanche em 1946                             |
| DD-148        | Breckinridge    | William Cramp & Sons               | 11 de março de 1918               | Vendido para desmanche em 1946                             |
| DD-149        | Barney          | William Cramp & Sons               | 26 de março de 1918               | Vendido para desmanche em 1946                             |
| DD-150        | Blakeley        | William Cramp & Sons               | 26 de março de 1918               | Vendido para desmanche em 1945                             |
| DD-151        | Biddle          | William Cramp & Sons               | 22 de abril de 1918               | Vendido para desmanche em 1946                             |
| DD-152        | Du Pont         | William Cramp & Sons               | 2 de maio de 1918                 | Vendido para desmanche em 1947                             |
| DD-153        | Bernadou        | William Cramp & Sons               | 4 de junho de 1918                | Vendido para desmanche em 1945                             |
| DD-154        | Ellis           | William Cramp & Sons               | 8 de julho de 1918                | Vendido para desmanche em 1947                             |
| DD-155        | Cole            | William Cramp & Sons               | 25 de junho de 1918               | Vendido para desmanche em 1947                             |
| DD-156        | J. Fred Talbott | William Cramp & Sons               | 8 de julho de 1918                | Vendido para desmanche em 1946                             |
| DD-157        | Dickerson       | Neport News Shipbuilding           | 25 de maio de 1918                | Avariado por kamikaze e afundado de propósito em 1945      |
| DD-158        | Leary           | Neport News Shipbuilding           | 6 de março de 1918                | Afundado em batalha em 1943                                |
| DD-159        | Schenck         | Neport News Shipbuilding           | 26 de março de 1918               | Vendido para desmanche em 1946                             |
| DD-160        | Herbert         | Neport News Shipbuilding           | 9 de abril de 1918                | Vendido para desmanche em 1946                             |
| DD-161        | Palmer          | Fore River Shipbuilding Company    | 29 de maio de 1918                | Afundado em batalha em 1945                                |
| DD-162        | Thatcher        | Fore River Shipbuilding Company    | 8 de junho de 1918                | Desmanchado em 1946                                        |
| DD-163        | Walker          | Fore River Shipbuilding Company    | 19 de junho de 1918               | Afundado pela tripulação em 1941                           |
| DD-164        | Crosby          | Fore River Shipbuilding Company    | 23 de junho de 1918               | Vendido para desmanche em 1946                             |
| DD-165        | Meredith        | Fore River Shipbuilding Company    | 26 de junho de 1918               | Vendido para desmanche em 1936                             |
| DD-166        | Bush            | Fore River Shipbuilding Company    | 4 de julho de 1918                | Vendido para desmanche em 1936                             |
| DD-167        | Cowell          | Fore River Shipbuilding Company    | 15 de julho de 1918               | Desmanchado em 1949                                        |
| DD-168        | Maddox          | Fore River Shipbuilding Company    | 20 de julho de 1918               | Desmanchado em 1952                                        |
| DD-169        | Foote           | Fore River Shipbuilding Company    | 7 de agosto de 1918               | Desmanchado em 1949                                        |
| DD-170        | Kalk / Rodgers  | Fore River Shipbuilding Company    | 4 de março de 1917 (como Rodgers) | Desmanchado em 1945                                        |
| DD-171        | Burns           | Union Iron Works                   | 15 de abril de 1918               | Vendido para desmanche em 1932                             |
| DD-172        | Anthony         | Union Iron Works                   | 18 de abril de 1918               | Afundado como alvo em 1937                                 |
| DD-173        | Sproston        | Union Iron Works                   | 20 de abril de 1918               | Afundado como alvo em 1937                                 |
| DD-174        | Rizal           | Union Iron Works                   | 26 de junho de 1918               | Vendido para desmanche em 1932                             |
| DD-175        | MacKenzie       | Union Iron Works                   | 4 de julho de 1918                | Vendido para desmanche em 1945                             |
| DD-176        | Renshaw         | Union Iron Works                   | 8 de maio de 1918                 | Vendido para desmanche em 1936                             |
| DD-177        | O'Bannon        | Union Iron Works                   | 12 de novembro de 1918            | Vendido para desmanche em 1936                             |
| DD-178        | Hogan           | Union Iron Works                   | 25 de novembro de 1918            | Afundado como alvo em 1945                                 |
| DD-179        | Howard          | Union Iron Works                   | 9 de dezembro de 1918             | Vendido para desmanche em 1946                             |
| DD-180        | Stansbury       | Union Iron Works                   | 9 de dezembro de 1918             | Vendido para desmanche em 1946                             |
| DD-181        | Hopewell        | Newport News Shipbuilding          | 19 de janeiro de 1918             | Afundado em batalha em 1941                                |
| DD-182        | Thomas          | Newport News Shipbuilding          | 23 de março de 1918               | Desmanchado em 1949                                        |
| DD-183        | Haraden         | Newport News Shipbuilding          | 30 de março de 1918               | Desmanchado em 1945                                        |
| DD-184        | Abbot           | Newport News Shipbuilding          | 5 de abril de 1918                | Desmanchado em 1947                                        |
| DD-185        | Bagley / Doran  | Newport News Shipbuilding          | 11 de maio de 1918                | Desmanchado em 1945                                        |